# Dmitry y Natalia Baksheevy
Dmitry Baksheev (28 de enero de 1982-16 de febrero de 2020) y Natalia Baksheeva (25 de enero de 1975), eran una familia de Krasnodar que fueron acusados de asesinar a una mujer de su localidad. De acuerdo a los rumores, los Baksheevs también son responsables por una serie de asesinatos y actos canibalísticos. La pareja fue condenada por el asesinato y apresada en 2019.

## Biografía
Dmitry nació en 1982, y Natalia en 1975. Natalia trabajó durante un tiempo como jefa de enfermería en el departamento de sanidad del Colegio Superior Militar de Aviación de Krasnodar, en donde se entrenaban pilotos de AK Serov, pero fue despedida debido a que padecía de alcoholismo crónico. Dmitry había sido juzgado por robo a tiendas y vehículos, pero para el momento del asesinato, todas sus condenas habían prescrito. Trabajó como restaurador de departamentos y hacía labores en general. Los Baksheevs habían vivido juntos desde 2012 en un dormitorio escolar, lugar que Natalia había heredado de su anterior marido. La pareja llevaba una vida antisocial.
Los crímenes de los Baksheevs fueron descubiertos por accidente: Dmitry había perdido su teléfono celular, en el que había fotografías de él junto a restos humanos, incluso una en la que sostenía una mano humana en su boca. El teléfono fue luego hallado por trabajadores en la calle, quienes inmediatamente alertaron a la policía. Durante el interrogatorio, Dmitry dijo que había encontrado los restos en unos arbustos, pero después confesó haber asesinado a una mujer.
Los investigadores descubrieron luego que la víctima de los Baksheevs era una residente de Krasnodar, Elena Vakhrusheva (nacida el 5 de marzo de 1982, en Omutninsk) El crimen ocurrió el 8 de septiembre durante una reunión en la que se alcoholizaron, luego de que una disputa comenzara entre Natalia y Elena. Natalia le ordenó a su marido asesinar a su rival, pero ella también participó activamente en el crimen. Elena murió como resultado de múltiples puñaladas. Luego los Baksheevs desmembraron el cuerpo, guardando alguno de los restos en su hogar, y descartando la mayor parte en un área cercana.
Durante la investigación de las actividades en el hogar de los Baksheev, se descubrieron restos humanos disueltos en una solución salina, como así también restos de carne congeladas de origen desconocido. En el sótano de la residencia, los restos de un cuerpo fueron hallados y confiscados, mientras que la carne congelada fue enviada para examinar.
Inicialmente, el caso criminal comenzó con un cargo de asesinato, pero los Baksheev fueron luego acusados de asesinato grupal. El caso fue derivado al primer departamento de investigaciones de importancia especial.
El 28 de septiembre, Vadim Bugaenko, el jefe del Departamento de Investigaciones del partido Republicano Democrático Ruso de Krasnodar Krai, dijo a los periodistas que los restos encontrados en el apartamento de los Baksheev pertenecían a una sola persona.
Así también, un chequeo de procedimiento fue iniciado bajo el motivo de las fotos filtradas del teléfono de Dmitry, que llevó a especular que una familia de asesinos caníbales operaba en la ciudad.

## Condena
Natalia Baksheeva fue condenada en febrero de 2019. La corte la halló culpable de incitar asesinato. Fue sentenciada a 10 años en una colonia penal y a 1.5 años en prisión. Natalia apeló la decisión, pero la sentencia se mantuvo sin cambios. El 28 de junio de 2019, Dmitry Baksheevy fue sentenciado a 12 años y 2 meses en una cárcel de máxima seguridad. Además, fue prescrito con supervisión obligatoria y tratamiento por un/a psiquiatra.
El 16 de febrero de 2020, Dmitry Baksheevy murió de un tipo de diabetes sin tratar mientras se encontraba en custodia.

## Rumores y especulación
Pronto, la historia se llenó de rumores, con respecto a que la pareja había estado cazando gente desde 1999. Los rumores también decían que los caníbales torturaban a sus víctimas antes de asesinarlas, y cocinaban distintos platos de los cadáveres, manteniendo los restos enlatados. De acuerdo a reportes iniciales, Natalia supuestamente había provisto de carne humana enlatada a la escuela en donde trabajaba. Luego fue sugerido que los Baksheev distribuían esta carne enlatada a los establecimientos de cáterin de Krasnodar, pero esos rumores fueron rápidamente refutados. Los medios también publicaron un rumor respecto a que Dmitry Baksheev había confesado un asesinato cometido en 2012 y Natalia había confesado 30. Sin embargo, el comité investigativo comunicó muchas veces que no tenían información sobre una serie de asesinatos y canibalismos cometidos por una pareja casada y que en el hogar de los Baksheev solo había ocurrido un asesinato. Finalmente, también se rumoreó que durante la búsqueda en el apartamento de los Baksheev se habían confiscado 19 piezas de piel humana, 7 partes de cuerpos, fotos de platos desagradables, carne humana enlatada, incluyendo glándulas mamarias y además recetas para cocinar carne humana.